# 한국외식산업학회
한국외식산업학회는 한국연구재단 등재학술지로서 외식 및 관광분야 학술 발전을 도모하며, 이와 연관된 학술분야인 외식, 식품, 위생, 한방, 및 관광산업 등 관련학문에 대한 연구 및 관광,  보건위생 관련제도연구 및 건의 및 외식업체의, 관광분야도 및 교육 등을 행할 목적으로 2005년 2월 21일 설립된 대한민국 농림축산식품부 소관의 사단법인이다. 사무실은 서울특별시 광진구 능동로 209, 광개토관 624호 (군자동, 세종대학교)에 있다.

## 주요 사업
- 학술·이론·실무·기술·정책 등에 관한 연구개발
- 세미나, 심포지엄, 포럼, 전시회, 박람회 개최
- 학회지, 저서, 간행물 등의 발간
- 교육과정, 교육훈련 등 각종 프로그램의 개발보급 및 정보화 구축
- 관련된 국내외 기관 및 단체와의 상호교류 등 공동업무수행
- 산학협력 용역수행 등 공동사업의 추진
- 우수한 논문, 산업체, 업소, 개인의 발굴 및 시상
- 회원 상호간의 정보교류와 친목도모
- 기타 학회의 목적에 부합되는 관련 부대사업